# بادخورک سیاه آفریقایی
بادخورک سیاه آفریقایی (نام علمی: Apus barbatus) نام یک گونه از سرده بادخورک‌ها است.